# Prémio Emmy Internacional
Os Prêmios Emmy Internacional (ou International Emmy Awards) integram a família dos Emmy Awards, que reconhece a excelência artística e técnica na indústria televisiva. Concedidos pela Academia Internacional das Artes e Ciências Televisivas (IATAS), com sede em Nova York, os Emmys Internacionais homenageiam os melhores programas de televisão produzidos e exibidos originalmente fora dos Estados Unidos.
A entrega dos prêmios ocorre durante a cerimônia de gala anual do International Emmy Awards, realizada em novembro, em Nova York. O evento reúne mais de 1.200 profissionais da televisão mundial e celebra produções de destaque em dezesseis categorias. A primeira edição do Emmy Internacional aconteceu em 1973.
Além da premiação, a Academia mantém uma agenda ativa de eventos voltados ao setor, incluindo o International Academy Day, o International Emmy World Television Festival e uma série de painéis e encontros dedicados à discussão de temas relevantes para a indústria televisiva global.

## História

### Início dos prêmios

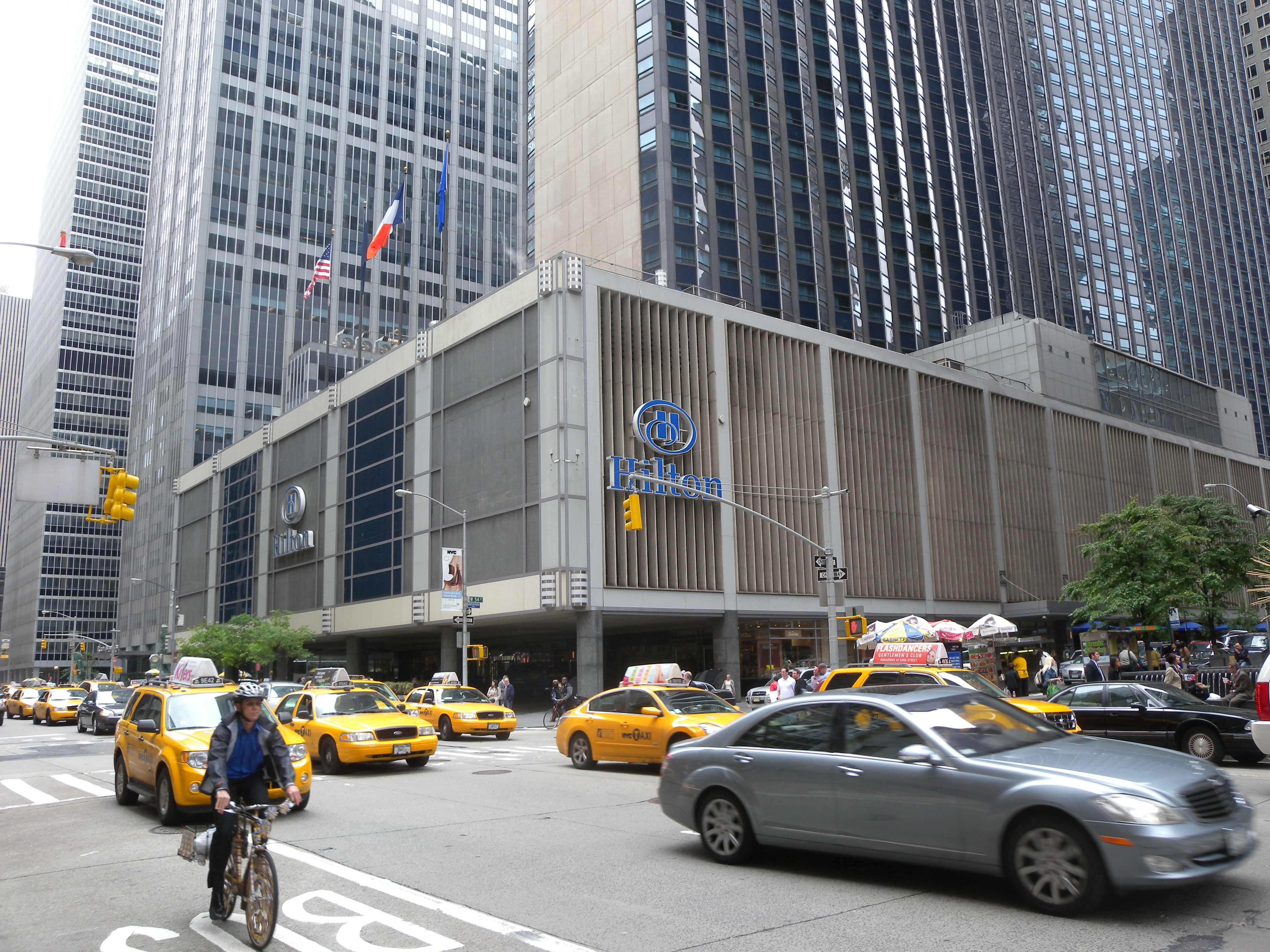
O New York Hilton Midtown, o local da cerimônia de entrega do Emmy Internacional.

Em 1963, a Academia Nacional de Artes e Ciências Televisivas (NATAS) introduziu o "International Award" com o objetivo de reconhecer a excelência na programação televisiva produzida fora dos Estados Unidos. A iniciativa foi liderada por Ted Cott, então presidente do Comitê de Relações Internacionais da Academia, que destacou o propósito do prêmio: promover a compreensão entre culturas e ampliar a conscientização do público americano sobre conteúdos televisivos de outras partes do mundo.
Nos primeiros anos, o prêmio foi concedido a produções notáveis como War and Peace, da ITV Granada (Reino Unido), em 1963; Les Raisins verts, da Radiodiffusion-Télévision Française (França), em 1964; e Le Barbier de Séville, da Canadian Broadcasting Corporation (Canadá), em 1965. Inicialmente, apenas um prêmio era entregue por edição. A partir de 1965, no entanto, a premiação passou a contar com duas categorias: ficção e não ficção, que, no ano seguinte, foram renomeadas para entretenimento e documentário, respectivamente.

### Fundação da IATAS

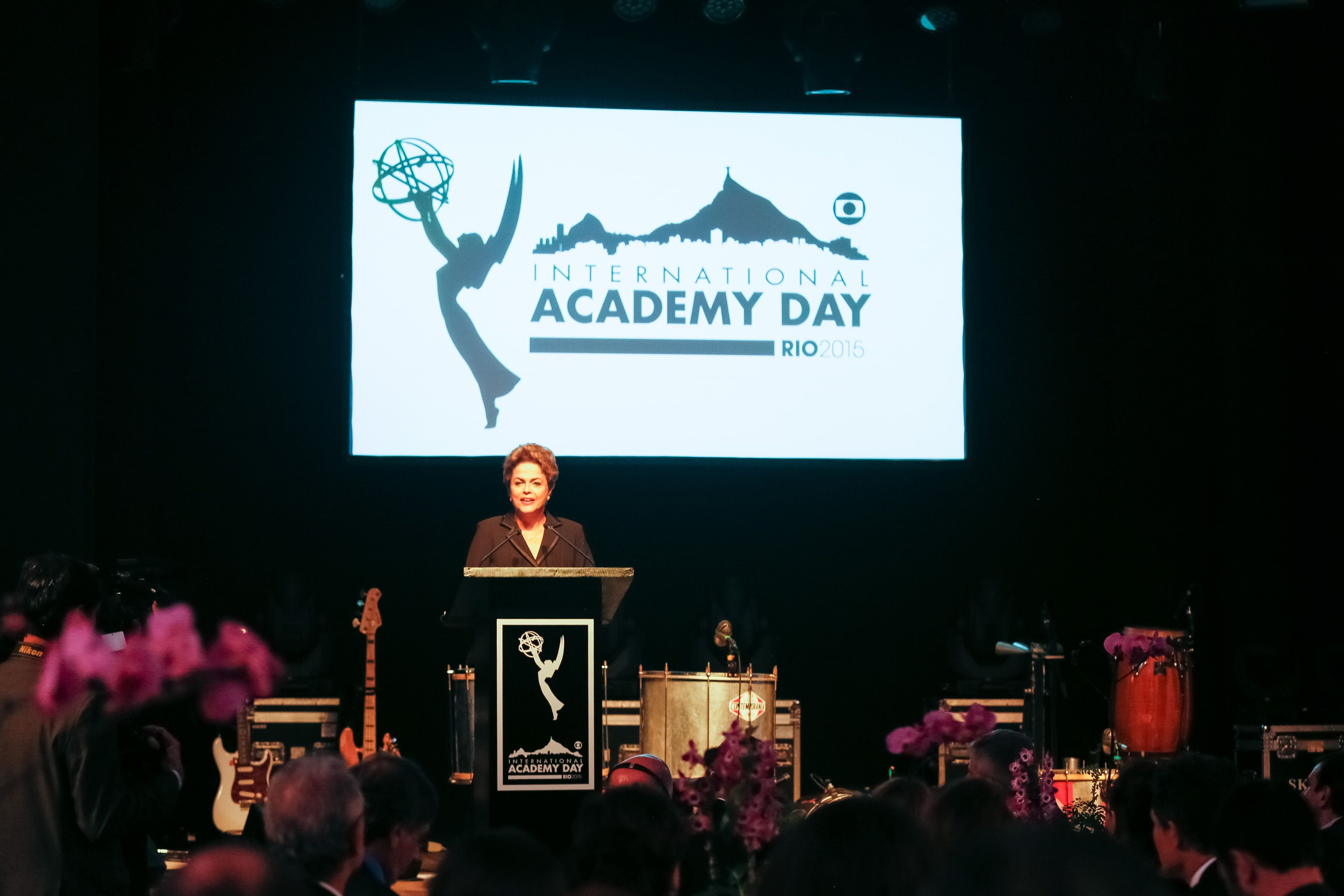
Dilma Rousseff discursa durante a abertura do International Academy Day de 2015.

A Academia Internacional das Artes e Ciências Televisivas (IATAS) foi fundada em 1969 como uma organização voltada exclusivamente à valorização da televisão produzida fora dos Estados Unidos. Atualmente, a IATAS é composta por cerca de 700 membros espalhados por quase 70 países, reunindo líderes da mídia e profissionais de mais de 500 empresas que atuam nos setores de televisão tradicional, internet, dispositivos móveis e tecnologia.
Um dos principais idealizadores da Academia foi Ralph Baruch, então chefe da divisão internacional da rede CBS. Na década de 1960, Baruch percebeu que as principais emissoras norte-americanas — ABC, CBS e NBC — demonstravam pouco interesse pela programação estrangeira. Com o intuito de ampliar o reconhecimento da qualidade e relevância da televisão internacional, ele propôs a criação de uma nova instituição voltada a essa missão. Assim surgiu a IATAS, que passou a complementar os prêmios concedidos pela NATAS desde 1963 às melhores produções não americanas.

### Evolução dos prêmios Emmy Internacionais

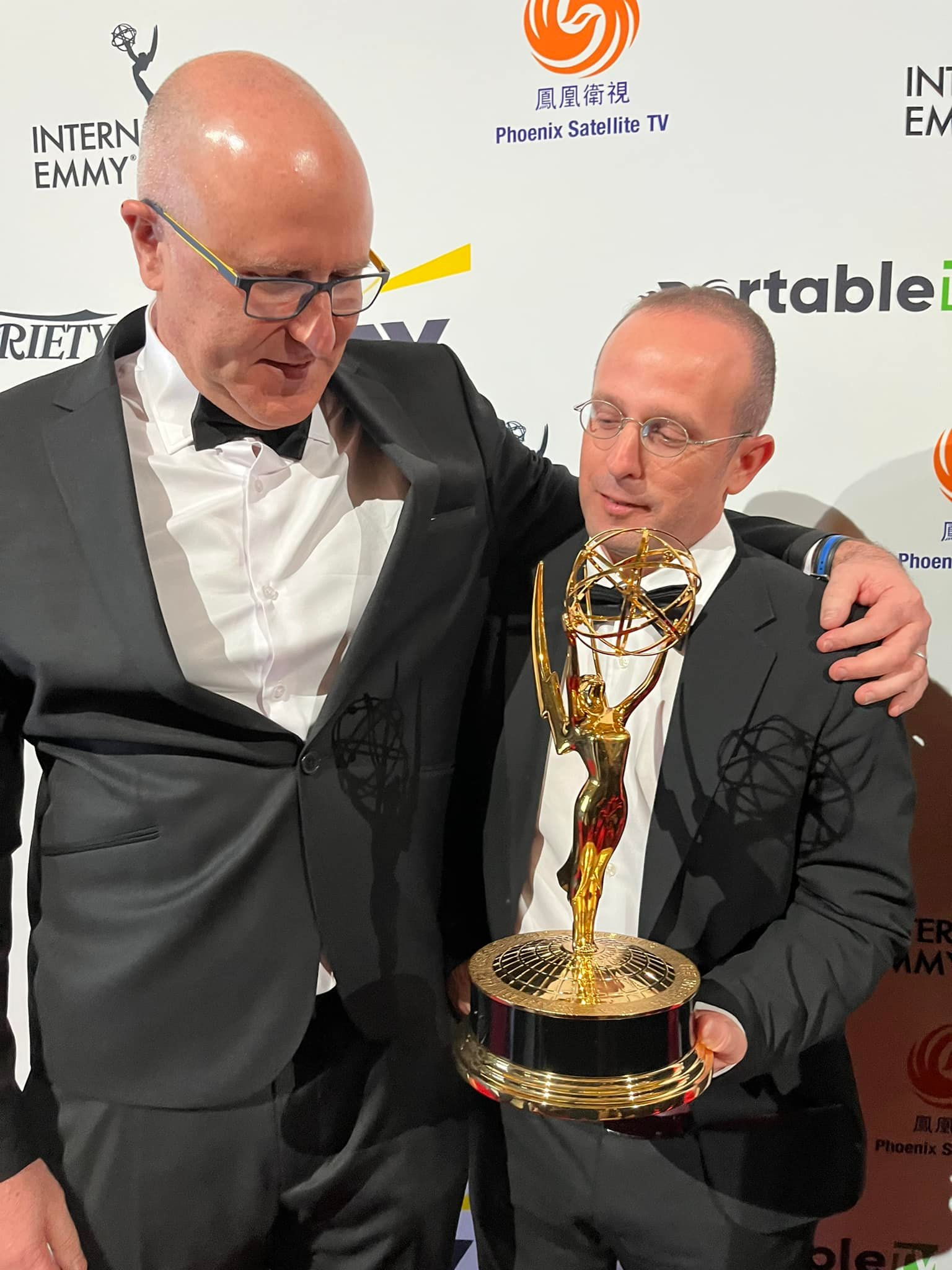
Maor Kohn e Moshe Zonder, ganhadores do Emmy de 2021 com a série dramática Tehran.

Os primeiros Emmys Internacionais, tal como os conhecemos hoje, foram realizados em 1973, dois anos após a formação do Conselho Internacional da Academia Nacional de Artes e Ciências Televisivas (NATAS). A cerimônia inaugural foi organizada por Ralph Baruch e realizada no Plaza Hotel, em Nova York, reunindo cerca de 200 convidados. Na ocasião, apenas duas categorias foram premiadas: ficção, vencida pela série espanhola La cabina (TVE), e não-ficção, cujo prêmio foi concedido a um documentário da série Horizon, da BBC (Reino Unido). 
Essas categorias iniciais — ficção e não-ficção — foram mantidas até 1979, quando a premiação passou por uma reestruturação, dando origem a novas categorias, como melhor drama, melhor documentário, melhor programa de artes e melhor programa de artes populares. A programação infantil passou a ser reconhecida a partir de 1983, com a inclusão de uma nova categoria. O primeiro vencedor foi o programa canadense Fraggle Rock, a Rocha Encantada (CBC). Em 1989, a Academia introduziu a categoria de melhor documentário artístico, sendo o premiado inaugural o filme Gwen: A Juliet Remembered, produzido pela Saffron Productions e BBC Television.
Até 2007, o Emmy Internacional contemplava categorias como programa artístico, programa infantojuvenil, ator, atriz, comédia, documentário, programa de atualidades, noticiário, série dramática, reality show e telefilme/minissérie. Em 2008, uma nova categoria foi criada: melhor telenovela, reconhecida pela organização como “um fenômeno universal”.
A escolha dos indicados é um processo que se estende por vários meses, com votações realizadas em encontros internacionais de televisão. Os dois melhores programas de cada gênero em quatro regiões do mundo são selecionados para as semifinais, das quais saem os finalistas. Os programas nomeados são exibidos em um festival em Nova York, realizado pouco antes da cerimônia oficial de premiação. O nome "Emmy" é uma feminização de "immy", apelido dado aos tubos de imagem utilizados nas primeiras câmeras de televisão. A estatueta do prêmio representa uma mulher segurando um átomo — símbolo da união entre arte e ciência na televisão. As asas representam a musa da arte, enquanto o átomo simboliza o meio televisivo. A estatueta foi concebida pelo engenheiro Louis McManus, que usou sua esposa como modelo.

## Regras e regulamentos

### Regulamento
Entre dezembro e fevereiro, os participantes devem submeter suas obras por meio do portal oficial da Academia (www.iemmys.tv). A primeira fase de julgamento, realizada online, ocorre de março a maio. Já a semifinal acontece entre meados de junho e setembro, com sessões de exibição ao vivo promovidas em diversos países pelos membros da Academia.
Ao final dessa etapa, os quatro programas mais votados em cada categoria são selecionados como indicados oficiais.
A divulgação dos nomeados acontece em diferentes momentos do ano, conforme a premiação específica. Os indicados ao International Emmy Current Affairs & News Awards são anunciados em agosto, enquanto os finalistas do International Emmy Awards são revelados em setembro. A fase final de julgamento ocorre em datas variadas ao longo do ano, conforme o calendário das cerimônias, e é integralmente auditada pela consultoria Ernst & Young, garantindo a transparência e integridade do processo.
Importante destacar que, segundo as diretrizes da IATAS, emissoras de televisão ou seus representantes não podem votar nas categorias em que estão concorrendo. Além disso, a própria Academia não participa da avaliação dos concorrentes, que é conduzida por cerca de 1.000 profissionais da televisão de diversos países.

### Regras de elegibilidade
De acordo com os critérios estabelecidos pela Academia Internacional das Artes e Ciências Televisivas, um programa só será considerado elegível se atender aos seguintes requisitos:
- Ter sido originalmente concebido para exibição televisiva;
- Ter sido produzido por uma entidade não americana ou transmitido originalmente fora dos Estados Unidos;
- Ter sido exibido pela primeira vez fora dos EUA entre 1º de janeiro e 31 de dezembro do ano anterior ao da premiação;
- Ser inscrito na competição por uma entidade estrangeira (não americana);
- Não ter sido inscrito em nenhuma outra premiação do Emmy Awards (incluindo as edições nacionais realizadas nos Estados Unidos);
- Não ter sido lançado em salas de cinema — nos Estados Unidos ou em qualquer outro país — antes de sua primeira exibição na televisão.[17]

Essas regras visam garantir o foco exclusivo na excelência da televisão internacional, distinguindo o Emmy Internacional das demais premiações vinculadas à Academia Nacional de Artes e Ciências Televisivas (NATAS) e à Academia de Televisão dos EUA.

## Categorias

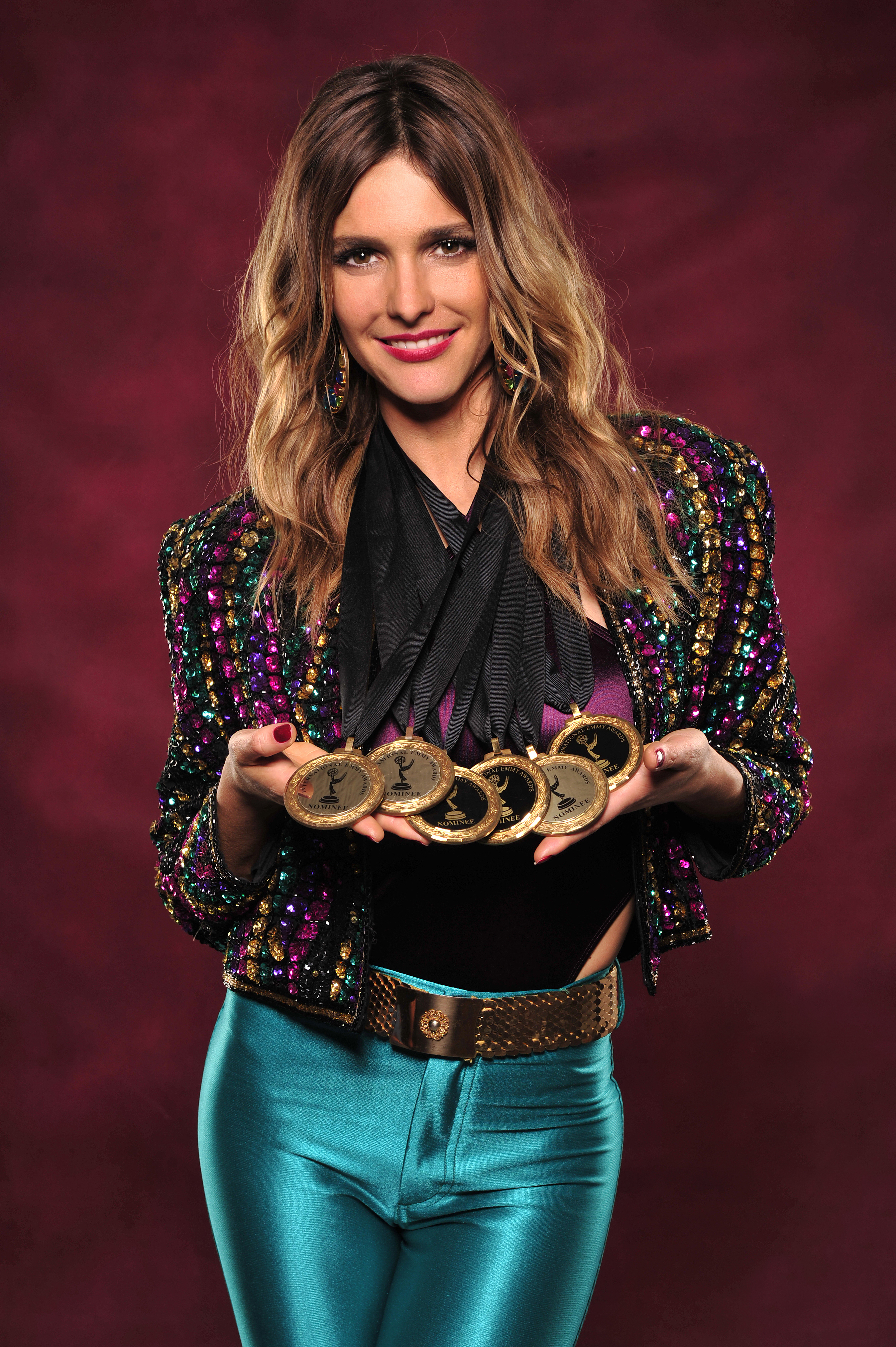
Fernanda Lima com as seis medalhas das indicações dos Programas da TV Globo ao Emmy Internacional 2012.

Atualmente, os Prêmios Emmy Internacionais são concedidos em dezesseis categorias, que reconhecem a excelência em diversas áreas da produção televisiva internacional. São elas:
- Melhor Série Dramática (Best Drama Series)
- Melhor Comédia (Best Comedy)
- Melhor Telefilme ou Minissérie (Best TV Movie or Mini-Series)
- Melhor Telenovela (Best Telenovela)
- Melhor Programa Artístico (Best Arts Programming)
- Melhor Documentário (Best Documentary)
- Melhor Documentário Artístico (Best Arts Documentary)
- Melhor Programa Infantil (Best Kids: Live-Action)
- Melhor Animação Infantil (Best Kids: Animation)
- Melhor Factual Infantil (Best Kids: Factual & Entertainment)
- Melhor Ator (Best Performance by an Actor)
- Melhor Atriz (Best Performance by an Actress)
- Melhor Programa de Atualidades (Best Current Affairs)
- Melhor Noticiário (Best News Program)
- Melhor Programa de Entretenimento Sem Roteiro (Best Non-Scripted Entertainment)
- Melhor Série de Curta Duração (Best Short-Form Series)

Prêmios honorários
- Directorate Award
- Founders Award

## Lusofonia no Emmy Internacional

### Brasil
O Brasil já foi indicado 150 vezes ao Emmy Internacional, tendo saído vencedor em 22 ocasiões. A TV Globo tem sido grande destaque da premiação acadêmica. O Grupo Globo é o conglomerato brasileiro, lusófono e latino-americano a qual mais recebeu prêmios Emmy.
| Ano  | Categoria                             | Programa                            | Canal       | Resultado | Referência |
| ---- | ------------------------------------- | ----------------------------------- | ----------- | --------- | ---------- |
| 2020 | Melhor telenovela                     | Órfãos da Terra                     | TV Globo    | Venceu    |            |
| 2018 | Melhor Série                          | Malhação: Viva a Diferença          | TV Globo    | Venceu    |            |
| 2016 | Melhor telenovela                     | Verdades Secretas                   | TV Globo    | Venceu    |            |
| 2015 | Melhor telenovela                     | Império                             | TV Globo    | Venceu    |            |
| 2015 | Melhor comédia                        | Doce de Mãe                         | TV Globo    | Venceu    |            |
| 2014 | Melhor telenovela                     | Joia Rara                           | TV Globo    | Venceu    | [ 28 ]     |
| 2014 | Personalidade mundial da televisão    | Roberto Irineu Marinho              | Grupo Globo | Venceu    |            |
| 2014 | Melhor série infantil                 | Pedro & Bianca                      | TV Cultura  | Venceu    |            |
| 2013 | Melhor telenovela                     | Lado a Lado                         | TV Globo    | Venceu    |            |
| 2013 | Melhor atriz                          | Fernanda Montenegro por Doce de Mãe | TV Globo    | Venceu    |            |
| 2012 | Melhor comédia                        | A Mulher Invisível                  | TV Globo    | Venceu    | [ 29 ]     |
| 2012 | Melhor telenovela                     | O Astro                             | TV Globo    | Venceu    |            |
| 2011 | Melhor programa de notícias           | Jornal Nacional                     | TV Globo    | Venceu    | [ 30 ]     |
| 2009 | Melhor telenovela                     | Caminho das Índias                  | TV Globo    | Venceu    | [ 31 ]     |
| 2000 | Prêmio Especial Unicef Dia da Criança | Toda a programação infantil         | TV Cultura  | Venceu    | [ 32 ]     |
| 1999 | Prêmio Especial Unicef Dia da Criança | Toda a programação infantil         | TV Cultura  | Venceu    | [ 33 ]     |
| 1998 | Prêmio Especial Unicef Dia da Criança | Toda a programação infantil         | TV Cultura  | Venceu    |            |
| 1983 | Melhor diretor                        | Roberto Marinho                     | TV Globo    | Venceu    |            |
| 1982 | Melhor programa dramático             | Morte e Vida Severina               | TV Globo    | Venceu    |            |
| 1981 | Melhor programa dramático             | A Arca de Noé                       | TV Globo    | Venceu    |            |
| 1976 | Directorate Award Citation            | Roberto Marinho                     | TV Globo    | Venceu    | [ 34 ]     |

### Portugal
Portugal converteu em vitórias três das dez indicações que recebeu ao Emmy Internacional.
| Ano  | Categoria         | Programa        | Canal          | Resultado | Referência |
| ---- | ----------------- | --------------- | -------------- | --------- | ---------- |
| 2018 | Melhor telenovela | Ouro Verde      | TVI            | Venceu    |            |
| 2011 | Melhor telenovela | Laços de Sangue | SIC / TV Globo | Venceu    | [ 36 ]     |
| 2010 | Melhor telenovela | Meu Amor        | TVI            | Venceu    | [ 37 ]     |